# Classe Vice-amiral Zakharyin
La Classe Vice-amiral Zakharyin est une classe de chasseur de mines de Russie.

## Description
Il est équipé d'un dispositif de guerre des mines de 5e génération, il les détruit par vitesse/cavitation sans utiliser de drague.